# Liste der Monuments historiques in Étel
Die Liste der Monuments historiques in Étel führt die Monuments historiques in der französischen Gemeinde Étel auf.

## Liste der Bauwerke
| Bezeichnung           | Beschreibung | Standort | Kennzeichnung | Schutzstatus | Datum | Bild           |
| --------------------- | ------------ | -------- | ------------- | ------------ | ----- | -------------- |
| Seenotrettungsstation |              | (Lage)   | PA56000067    | Inscrit      | 2008  | weitere Bilder |

## Liste der Objekte
- Monuments historiques (Objekte) in Étel in der Base Palissy des französischen Kultusministeriums